# Ropička
Ropička är ett berg i Tjeckien.   Det ligger i regionen Mähren-Schlesien, i den östra delen av landet, 300 km öster om huvudstaden Prag. Toppen på Ropička är 917 meter över havet.
Terrängen runt Ropička är huvudsakligen kuperad.Runt Ropička är det ganska glesbefolkat, med 40 invånare per kvadratkilometer. Närmaste större samhälle är Třinec, 10,6 km nordost om Ropička. I omgivningarna runt Ropička växer i huvudsak blandskog.